# Grup d'Exèrcits B
El Grup d'Exèrcits B (alemany: Heeresgruppe B) va ser el nom de tres grups d'exèrcits alemanys que van participar durant la Segona Guerra Mundial.

## Història

### Batalla de França
El Grup d'Exèrcits B va ser creat el 12 d'octubre de 1939, després d'haver-se anomenat Grup d'Exèrcits Nord. El seu primer comandant va ser Fedor von Bock. El Grup d'Exèrcits B va ser situat col·locar a la frontera dels Països Baixos amb els exèrcits 2n i 6è, reforçant el 18è Exèrcit. Pretenia conquerir el Mosa, després de la suspensió de les accions aèries a  Rotterdam. El Grup d'Exèrcits B estava format per uns 300.000 homes que participaven en les operacions portades a terme el maig de 1940. El 10 de maig de 1940 les tropes van travessar la frontera cap als Països Baixos ocupant-los, i després es van dirigir cap a Bèlgica, participant en el setge a les unitats aliades a Dunkerque  Alhora, la unitat va romandre a França sent el 6è Exèrcit el primer en arribar a París. A finals de l'estiu de 1940, es traslladà a Polònia per a la propera invasió de la Unió Soviètica (Operació Barbarroja). L'1 d'abril de 1941 passà a denominar-se Grup d'Exèrcits Centre.

### Front Oriental
El Grup d'Exèrcits Sud va ser redenominat Grup d'Exèrcits B el 9 de juliol de 1942, el Grup d'Exèrcits A (cap al Caucas) i el Grup d'Exèrcits B (cap a Donské). El seu nou comandant era Maximilian von Weichs, anterior comandant del 2n Exèrcit. Durant l'Operació Blau, la tasca del Grup d'Exèrcits B era mantenir la zona de Voronejskaia, conquerir i arribar a les ribes del Volga, a Stalingrad.
El Grup d'Exèrcits B es componia de 3 exèrcit alemanys (el 2n, el 6è i el 4t) de suport.
El 2n Exèrcit es va dirigir cap a Vorónej, seguit pel 6è Exèrcit cap a Stalingrad, amb el suport del 4t Exèrcit Panzer. Els aliats van haver d'arribar a la línia del Don de Vorónej cap Stalingrad i el 4t Exèrcit donà suport per assegurar la primera línia al sud de Stalingrad.
Quan l'Operació Urà va envoltar el 6è Exèrcit a Stalingrad, l'Alt Comandament ordenà crear un nou Grup d'Exèrcits Don, que era el Grup d'Exèrcits B, amb les restes de l'exèrcit romanès, van envoltar al 4t Exèrcit Panzer, i al 6è Exèrcit. En febrer de 1943, el delmat 2n Exèrcit es va retirar cap a l'oest de Kursk, mentre que a Khàrkiv lluitava el recentment creat el Grup d'Exèrcit "Lanz", compost per les restes de les unitats hongareses i italianes, així com les unitats SS Panzer, que foren enviades ràpidament al combat. L'Alt Comandament va decidir llavors retirar al Grup d'Exèrcits B (més tard es va establir el nou Grup d'Exèrcits F als Balcans) i la distribució de les restants unitats del Grup d'Exèrcits B.

### Itàlia i el nord de França
Es va tornar a establir la caserna general militar del Grup d'Exèrcits B a Múnic i es va traslladar al nord d'Itàlia, a les ordres del mariscal de camp  Erwin Rommel en juliol de 1943, per defensar contra un possible atac aliat allà.
El Grup d'Exèrcits B va ser posteriorment traslladat al nord de França per defensar contra els desembarcaments del Dia D, el 6 de juny de 1944. El 19 de juliol el mariscal Günther von Kluge relleva del comandament a Rommel. Al voltant d'un mes després, el 17 d'agost, el mariscal Walter Model el substitueix, i posa fi a l'Operació Horta.
De 1944 a 1945, l'exèrcit va lluitar en el grup de les campanyes a França. Grup d'Exèrcits B va participar en la batalla de Normandia. Passant als Països Baixos, el grup de l'exèrcit va participar en la batalla de les Ardenes. L'ofensiva alemanya contra els dipòsits a França tingué èxit inicialment, però després del primer dia es van aturar uns 80 km dels punts de partida del Grup d'Exèrcits B, amb grans pèrdues per al Grup d'Exèrcit. Durant l'hivern les unitats alemanyes que fan front a l'impacte dels aliats es mostren cauteloses a les fronteres de Bèlgica i d'Alemanya. Però a la fi de febrer de 1945 l'ofensiva aliada contra el Grup d'Exèrcits B pressionant cap al Rhin a la regió del Ruhr fa que s'hagi de dividir en seccions més petites, i la secció final va rendir-se el 21 d'abril de 1945. Walther Model reconeix la situació desesperada i es va proposar a dissoldre al Grup d'Exèrcit B el 17 d'abril, i tres dies després se suïcidà.

## Comandants
| Imatge           | Rang                 | Nom                   | Inici comandament    | Final comandament | Duració comandament |
| ---------------- | -------------------- | --------------------- | -------------------- | ----------------- | ------------------- |
| Front occidental |                      |                       |                      |                   |                     |
|                  | Generalfeldmarschall | Fedor von Bock        | 12 d'octubre de 1939 | Agost de 1940     | 9 mesos             |
| Front oriental   |                      |                       |                      |                   |                     |
|                  | Generaloberst        | Maximilian von Weichs | Agost de 1942        | Febrer de 1943    | 6 mesos             |
| Front occidental |                      |                       |                      |                   |                     |
|                  | Generalfeldmarschall | Erwin Rommel          | 14 Juliol de 1943    | 19 Juliol de 1944 | 1 any i 5 dies      |
|                  | Generalfeldmarschall | Günther von Kluge     | 19 Juliol de 1944    | 17 Agost de 1944  | 29 dies             |
|                  | Generalfeldmarschall | Walter Model          | 17 Agost de 1944     | 21 Abril de 1945  | 247 dies            |

### Caps d'Estat Major
- 12 d'octubre de 1939 - 9 Maig de 1941 General Hans von Salmuth
- 20 de maig de 1941 General Hans von Greiffenberg
- Agost de 1942 – 20 de maig de 1943 General Georg von Sodenstern

## Orde de batalla
| Data             | Comandaments subordinats                                                                                                  |
| ---------------- | --- |
| 1939             | |
| Novembre de 1939 | 4è Exèrcit, 6è Exèrcit, 18è Exèrcit                                                                                       |
| 1940             | |
| Maig de 1940     | 6è Exèrcit, 18è Exèrcit                                                                                                   |
| Juny de 1940     | 9è Exèrcit, 6è Exèrcit, 4è Exèrcit, Grup Panzer Kleist                                                                    |
| Juliol de 1940   | 7è Exèrcit, 4è Exèrcit |
| Agost de 1940    | 7è Exèrcit, 4è Exèrcit, 6è Exèrcit                                                                                        |
| Setembre de 1940 | 18è Exèrcit, 4è Exèrcit, 6è Exèrcit                                                                                       |
| 1941             | |
| Gener de 1941    | 18è Exèrcit, 4è Exèrcit, 17è Exèrcit, 2n Grup Panzer, Comandament militar al Govern General                               |
| Maig de 1941     | 9è Exèrcit, 4è Exèrcit |
| 1942             | |
| Agost de 1942    | 2n Exèrcit, 2n Exèrcit Hongarès, 8è Exèrcit italià, XXIX Cos, 6è Exèrcit, 4t Exèrcit Panzer                               |
| Setembre de 1942 | 2n Exèrcit, 2n Exèrcit hongarès, 8è Exèrcit italià, 6è Exèrcit, 4t Exèrcit Panzer                                         |
| Octubre de 1942  | 2n Exèrcit, 2n Exèrcit hongarès, 8è Exèrcit italià, 4t Exèrcit Panzer, 3r Exèrcit romanès, 4t Exèrcit romanès             |
| Novembre de 1942 | 2n Exèrcit, 2n Exèrcit hongarès, 8è Exèrcit italià, 3r Exèrcit romanès, 6è Exèrcit, 4t Exèrcit Panzer, 4t Exèrcit romanès |
| Desembre de 1942 | 2n Exèrcit, 2n Exèrcit hongarès, 8è Exèrcit italià                                                                        |
| 1943             | |
| Gener de 1943    | 2nd Exèrcit, 2n Exèrcit hongarès, 8è Exèrcit italià, Destacament d'Exèrcit Fretter-Pico                                   |
| Febrer de 1943   | 2nd Exèrcit, Destacament d'Exèrcit Lanz, 8è Exèrcit italià, 2n Exèrcit hongarès                                           |
| Setembre de 1943 | LI Exèrcit Corps, II Cos SS, LXXXVII Cos                                                                                  |
| Desembre de 1943 | a disposició de l'OKW a Dinamarca                                                                                         |
| 1944             | |
| Maig de 1944     | 7è Exèrcit, 15è Exèrcit, comandant de la Wehrmacht als Països Baixos                                                      |
| Juny de 1944     | 7è Exèrcit, 15è Exèrcit, comandant de la Wehrmacht als Països Baixos, Grup Panzer West                                    |
| Agost de 1944    | 1st Exèrcit, 5è Exèrcit Panzer, 7è Exèrcit, 15è Exèrcit, comandant de la Wehrmacht als Països Baixos                      |
| Setembre de 1944 | 7è Exèrcit, 1st Exèrcit Paracaigudista, 15è Exèrcit                                                                       |
| Novembre de 1944 | 7è Exèrcit, 5è Exèrcit Panzer, Grup d'Exèrcit Student                                                                     |
| Desembre de 1944 | 7è Exèrcit, 5è Exèrcit Panzer, 6è Exèrcit Panzer                                                                          |
| 1945             | |
| Gener de 1945    | 7è Exèrcit, 5è Exèrcit Panzer, 6è Exèrcit Panzer, 15è Exèrcit                                                             |
| Febrer de 1945   | 7è Exèrcit, 5è Exèrcit Panzer, 15è Exèrcit                                                                                |
| Abril de 1945    | 15è Exèrcit, 5è Exèrcit Panzer, Destacament d'Exèrcit von Lüttwitz                                                        |